# Laure Boulleau

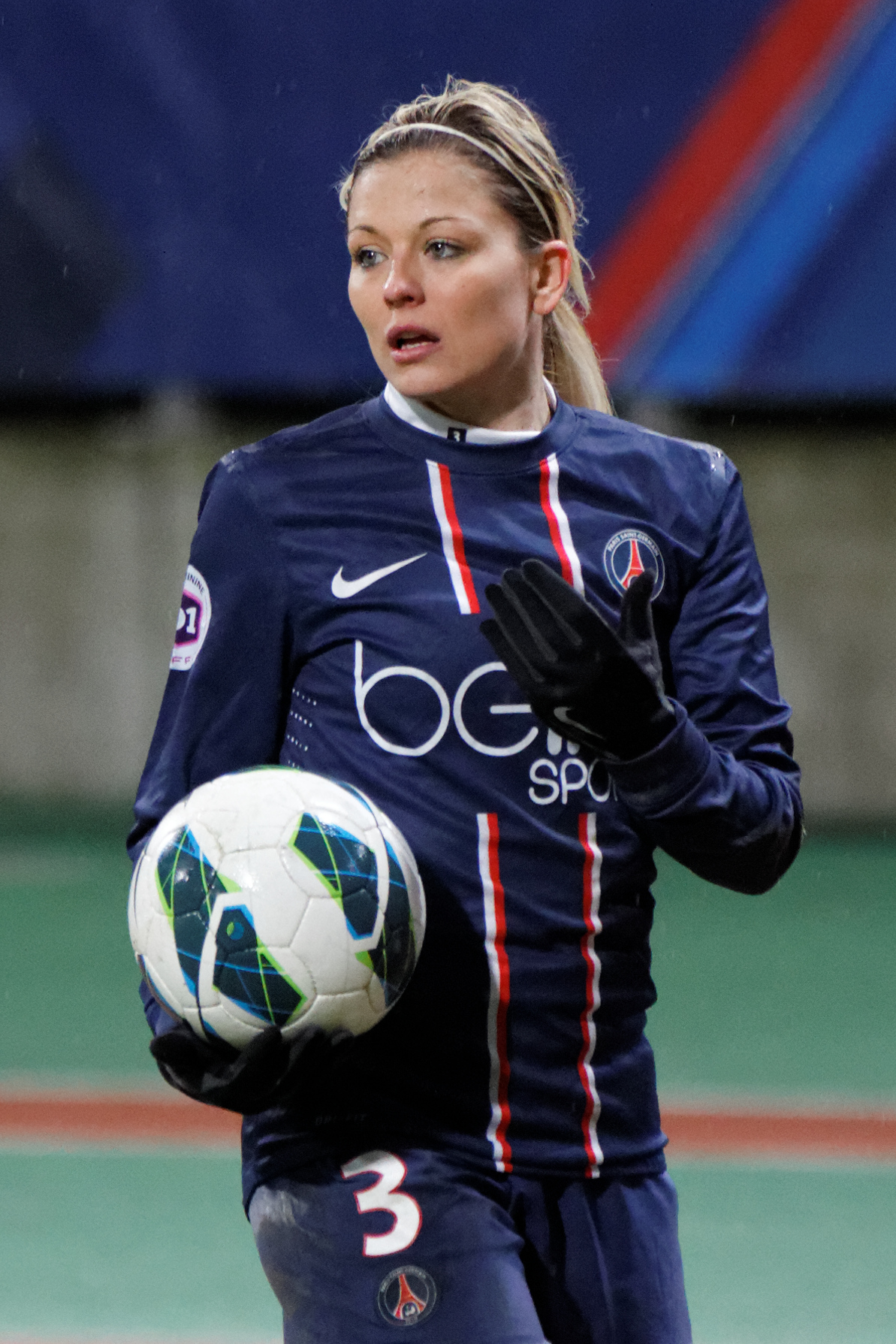
Boulleau i januari 2013

Laure Pascale Claire Boulleau, född den 22 oktober 1986 i Clermont-Ferrand, är en fransk fotbollsspelare (försvarare) som representerar Paris Saint-Germain och det franska landslaget.
Boulleau var en del av Frankrikes trupp under VM i Kanada år 2015. Där fick hon speltid i fyra av lagets matcher i turneringen – samtliga gruppspelsmatcher – samt i åttondelsfinalen mot Sydkorea.
Hon debuterade i landslaget i en match mot Nederländerna den 13 april 2005. Boulleau har spelat 62 landskamper för Frankrike.